# José María Queipo de Llano Ruiz de Saravia
José María Queipo de Llano i Ruiz de Saravia (26 de novembre de 1786 - 16 de setembre de 1843), comte de Toreno, va ser un polític i historiador espanyol nascut a Oviedo, Astúries. Va ser President del Consell de Ministres espanyol.
Va cursar els seus estudis d'Humanitats i Ciències a Conca, Salamanca i Madrid. El 1803 va tornar a Astúries on va formar part com a vocal de la junta revolucionària durant la Guerra de la Independència, per ser posteriorment membre de les Corts de Cadis que van aprovar la Constitució espanyola de 1812. Va ser un dels seus grans impulsors i el principal defensor d'un text constitucional no gaire diferent del francès de 1791. Era un autèntic revolucionari que volia limitar el poder del Rei fomentant la divisió de poders.
Degut a la seva militància liberal el 1814 Toreno s'exilia a Londres en arribar Ferran VII de nou al poder. Allà s'assabenta que Ferran VII l'havia condemnat a mort i confiscat els seus béns per rebel. Des de Londres es trasllada a París, on es va transformant en un liberal moderat que vol encaixar la monarquia dins d'un marc constitucional. També va viure a Lisboa i Berlín. La Revolució de 1820 li torna tot el que havia perdut i passa a ser Diputat i President de les Corts.
A l'exili va escriure la seva primera obra, publicada a França el 1832 sobre la Guerra de la Independència Espanyola. Després de l'amnistia general per la mort del rei, i al seu retorn a Espanya és nomenat Ministre d'Hisenda en el govern de Francisco Martínez de la Rosa el 1834, on no va aconseguir portar a terme reformes que permetessin la modificació del sistema financer i la superació de la crisi econòmica derivada de la guerra carlina. Després de Mendizábal, va ocupar la Presidència del Govern el 7 de juny de 1835 durant tres mesos dintre de la convulsa situació de la regència de Maria Cristina amb els aixecaments liberals a tot Espanya. Va tornar a París el 1840 on va morir el 1843.
Com a historiador cal destacar la seva Història de l'aixecament, guerra i revolució d'Espanya sobre la Guerra de la Independència que ell va viure en primera persona.